# Жень Женьфа
Жень Женьфа (任仁發, 1254 — 1327) — китайський художник-живописець часів династії Юань.

## Життєпис
Народився у 1254 році у м. Цінлунчжень (передмістя сучасного Шанхаю). Походив зі старого чиновницького клану, отримав хорошу освіту і у 1272 році успішно склав провінційні іспити, отримавши вчений ступінь чжун-цзюй («витримав провінційний іспит»). Цей ступінь відкривав Жень Женьфа доступ до кар'єри, але вона не відбулася через монгольську навалу 1271–1279 років на імперію Південна Сун.
Після встановлення у Китаї монгольської династії Юань, незважаючи на своє походження (нань-жень, китаєць-уродженець Півдня), був прийнятий на службу, отримавши призначення на посаду чиновника, який спостерігає за річками (душуй цзянь). Деякий час провів в центральних регіонах Китаю, керуючи іригаційними роботами у басейні річки Хуанхе. Потім був переведений на посаду губернатора (фу-ши) на південний схід (сучасна провінція Чжецзян), де і залишився жити. Помер тут же у 1327 році.

## Творчість
Жень Женьфа працював переважно в анімалістичний і побутовому жанрах, віднесених до жанру жень-у (人物, «живопис фігур»), вважаючи себе спадкоємцем двох великих художників минулого — Хань Ганя і Лі Гун-ліна. Крім того, Жень Женьфа пробував свої сили в жанрі хуа-няо (华 鸟, «квіти і птахи»), приклад чого — його картина «Цю шуй фу і ту» ("Дикі качки на осінній воді ", 114,3 x57, 2 см, шовк, туш, фарби, Шанхайський художній музей). Відрізняється ретельністю зображень і загальної декоративністю, вона виконана у стилі академічного живопису епохи Північна Сун.
Улюбленим сюжетом Жень Женьфа як художника—анімаліста були коні. Найбільш відомі його твори такого роду — сувої «Цзю ма ту» («Дев'ять коней», варіант перекладу «Конюхи з кіньми», 55x76 см, шовк, туш, фарби, Музей Вікторії і Альберта, м. Лондон), «Ер цзюнь ту» («Два скакуна», 28,8 x154 см, шовк, туш, фарби, Музей Гугун, м. Пекін) і зображення статного вороного скакуна на альбомному аркуші «Сі ма» (« Кінь на прив'язі», варіант перекладу «Скакун», 26,3 x25, 1 см, папір, туш, фарби, Музей азійського мистецтва, м. Берлін).
На першому сувої представлена сцена годування дев'яти коней, де люди і коні зображені в різних ракурсах. З художньої точки зору найбільш вдалою вважається ліва частина композиції, цікава в колористичному плані, що утворює окрему сценку, де два конюхи насипають в ясла корм для трьох коней, які стоять по бокам. Несподіваний контраст складають яскраво—червоний колір (забарвлення дерев'яних лакових стовпів годівниці і сукні одного з конюхів) з чорним кольором і приглушеними сірувато—білими і коричневими тонами інших зображень.
Ще більшою виразність має другу сувій, який, всупереч його великому формату, зображує тільки двох коней: молодого, вирощеного красеня-скакуна і старезного, ледь жевріючого, з випираючими ребрами, коня. Вони виконані гранично реалістично і експресивно. Незважаючи на відсутність додаткових деталей, сенс цієї картини очевидний — вона сприймається як алегорії швидкоплинності життя та ефемерності будь-яких діянь та досягнень. Примітно, що ця тема знайшла розвиток у творчості наступних художників, зокрема європейських, які мешкали у Китаї напочатку епохи Цін і працювали при дворі, зокрема, у художника-місіонера Джузеппе Кастільйоне.
Шедевром побутового жанру у виконанні Жень Женьфа визнано сувій «Чжан Го цзянь Мін-хуан ту» («Чжан Го на аудієнції у імператора Мінхуана», 41,5 x107, 3 см, шовк, туш, фарби, Музей Гугун, Пекін), створений за мотивами легенд про знаменитого Чжан Голао і відтворює епізод, коли цей безсмертний даос показує свого чарівного коня Сюань-цзуна імператору династії Тан. У сувої помітно вплив танським майстрів жень-у — Янь Лібеня і Чжоу Фана, а також відображення традиції північно-сунського офіційного портрета. Образ Сюань-цзуна виділяється за розміром в порівнянні з іншими персонажами, як і на картинах Янь Лібеня, але фігура і обличчя імператора, що сидить на троні, дані у три чверті розвороту, як це стало прийнятим у китайському станкового живописі за епохи Північна Сун. Зображення придворних, що утворюють групи з чотирьох чоловік зліва і ще двох персонажів праворуч від трону, виконані в ескізної манері, що нагадує стиль Чжоу Фана. Деталі інтер'єру, за винятком трону, відсутні, що було також характерно для танського живопису.
Хоча звернення Жень Женьфа до творчості попередників і стилістичний еклектизм його картин знаходилися в руслі загальних тенденцій малярства епохи Юань, його роботи помітно виділяються на тлі художньої спадщини періоду монгольського володарювання у Китаї, даючи підстави бачити в ньому одного з найбільш самобутніх майстрів в історії китайського образотворчого мистецтва.